# وفاة محمد مرسي
في يوم الأثنين الموافق 17 يونيو/حزيران 2019؛ أعلنَ التلفزيون المصري نبأَ وفاة الرئيس المصري الأسبق محمد مرسي، أوّل رئيس مدني مُنتخب لجمهورية مصر العربيّة، وذلك خلال جلسة محاكمته في قضيّة «التخابر مع حركة حماس الفلسطينية» المنعقدة في معهد أمناء الشرطة بمجمع سجون طرة. وقالَ التليفزيون الرسمي في خبرٍ عاجل أن مرسي – ذو الثامنة والستين عامًا – قد طلبَ الكلمة من رئيس المحكمة الذي سمحَ له بها قبل أن يُصاب بنوبة قلبيّة تُوفيّ على إثرها بشكل فوري. وذكر محاميه أنه أُعطي الكلمة ليتحدث لسبع دقائق من داخل القفص الزجاجي، ختمها بقوله «بلادي وإن جارت علي عزيزة وأهلي وإن ضنوا علي كرام»، ثم سقط بعد رفع الجلسة بدقيقة مغشيا عليه وسط صراخ من حوله وإشاراتهم أنه مات.
بعدَ أزيد من ساعة من وفاةِ محمّد مرسي؛ أصدرت النيابة العامّة بيانًا عن تفاصيل وفاة الرئيس المعزول وذكرت فيهِ أنّه «أثناءَ المحاكمة وعقب انتهاء دفاع المتهمين الثاني والثالث من المرافعة، طلبَ «المتوفي الحديث» الكلِمة فسمحت له المحكمة بذلك، حيث تحدث لمدة خمس دقائق وعقب انتهائه من كلمته رَفعت المحكمة الجلسة للمداولة» ثمّ أضافت: «سقطَ مرسي أرضًا مغشيًا عليه ونُقل على الفور إلى المستشفى قبل أن يتبيّن وفاته في تمام الساعة الرابعة وخمسين دقيقة مساءً [بتوقيت مصر].»

## ظروف اعتقاله
خلال سنوات اعتقاله، وعلى عكس معظم السجناء في السجون المصرية، مُنع مرسي من تلقي المواد الغذائية والأدوية من أسرته، وذلك وفقًا لسارة ليا ويتسون رئيسة قسم الشرق الأوسط وشمال أفريقيا لمنظمة هيومن رايتس ووتش. بالإضافة إلى احتجازه في الحبس الانفرادي، مُنع من الوصول إلى وسائل الإعلام أو إرسال الرسائل وغيرها من وسائل الاتصال مع العالم الخارجي. ولم يُسمح لزوجته وأفراد أسرته الآخرين بزيارته إلا ثلاث مرات خلال السنوات الست التي قضاها في السجن.
وقد أظهر تقرير لللجنة البرلمانية البريطانية أن السلطات المصرية منعت تلقّي مرسي الدواء والطعام المناسب من خارج السجن طيلة فترة حبسه، بينما يُسمح بذلك في السجون المصرية الأخرى حسب معلومات اللجنة، وبيّنت اللجنة أن مرسي أوضح خلال جلسة محاكمته في شهر نوفمبر 2017 تفاصيل ظروف اعتقاله وتأثيرها على وضعه الصحي بما يلي:
- مُحتجز في زنزانة انفرادية، ومحروم من التواصل مع أي شخص لمدة 23 ساعة في اليوم، وهو في عُزلة تامة، لا يسمع احداً ولا يسمعُه أحد، كذلك محروم من الكتب والصحف والورق والقلم والراديو.
- تدهور وضعه الصحي، فهو يٌعاني من مرض السكري ويتناول الأنسولين، ومستوى السكر لديه ينخفض أثناء النوم، ومرّ بحالات من فقدان وعي كلي، وتدهورت حاسة البصر لديه بسبب هذا المرض، وقال أن الغيبوبة الناجمة عن نوبات انخفاض السكر قد تؤدي إلى الوفاة.
- لا يتناول الطعام المناسب لوضعه الصحي.
- يُعاني من آلام في الظهر والعظام وقيل له إن ذلك يعود إلى تقدمه في العمر ونومه على الأرض، كذلك يُعاني من آلام في الرقبة وطلب استشارة طبيب عظام لكن لم يرد على طلبه.
- يُعاني من مرض في الفكين واللثة.
- طلب الرعاية الطبية عبر المحكمة فوافقت الأخيرة على طلبه لكن سلطات السجن لم تنفذ ذلك.

في شهر مارس 2018، خلصت لجنة من السياسيين والمحامين البريطانيين الذين يراجعون علاج مرسي إلى أن مرسي تلقى «رعاية طبية غير كافية، وخاصة عدم كفاية علاج مرض السكري وعدم كفاية العناية بمرض الكبد»، وحذرت المجموعة من أن عدم تلبية متطلبات رعايته يمكن أن يعرض حياة مرسي للخطر. في بيان صدر بعد وفاته، قال كريسبين بلانت، عضو البرلمان البريطاني -والذي ترأس اللجنة-: «للأسف، لقد ثبت أننا على صواب».
التصريحات الرسمية عن ظروف اعتقاله
على الجانب الآخر، ووفقا للتلفزيون المصري، ذكر «مصدر طبي مصري مسؤول»، تفاصيل الحالة الصحية للرئيس المصري الأسبق، محمد مرسي، وقال أنه «تلقى رعاية طبية مستمرة، ولم يكن هناك أي تقصير بشأن ما يعانيه وحالته الصحية داخل أو خارج السجن»، وقال أنه «في فبراير 2017 تم نقل محمد مرسي إلى أحد المستشفيات الخاصة لشكواه من آلام مستمرة في ذراعه اليسرى، وجرى تحويله إلى مستشفى الشرطة بالعجوزة، وتم تشكيل لجنة طبية أكدت أصابته بعدة أمراض وهي ارتفاع ضغط الدم وارتفاع السكر في الدم والتهاب مزمن بالأعصاب»، وأضاف المصدر أن مرسي كان يعاني أيضا من ورم حميد بالأوعية المبطنة بالمخ، وتشنجات عصبية بالجانب الأيسر للوجه«. كما تم توقيع كشف طبي عليه في يونيو 2017 بقرار من رئيس محكمة جنايات القاهرة وكانت النتائج مماثلة للكشف السابق، كما أعاد القاضي القرار بالكشف عليه في نوفمبر من العام نفسه، وتم تأكيد الأمراض التي يعاني منها، وخاصة أنه مريض بارتفاع ضغط الدم والسكر».

## الوفاة

### بيان التلفزيون المصري
عشيّة السابع عشر من يونيو/حزيران 2019؛ أعلنَ التلفزيون المصري الرسمي في نبأ عاجل أن الرئيس الأسبق محمد مرسي قد تُوفيّ خلال جلسة محاكمته في قضية «التخابر» وقالَ التلفزيون إن مرسي طلب الكلمة خلال جلسة محاكمته وتحدث وعقبَ رفع الجلسة أُصيب بنوبة إغماء توفي على إثرها. أضافَ التلفزيون الرسمي في وقتٍ لاحقٍ أنّه تم نقل جثمان مرسي إلى المستشفى من أجلِ «اتخاذ الإجراءات اللازمة».

### بيان النيابة العامة
نشرت النيابة العامة المصريّة بيانًا من صفحتينِ ذكرت فيهِ أنّ الرئيس الأسبق محمد مرسي «حضر إلى المستشفى متوفيًا بعد سقوطه مغشيًا عليه في المحكمة.» كما أضافت: «الكشف الطبي الظاهري بيّن عدم وجود إصابات ظاهرية حديثة لجثمان مرسي» كما أعلنت عن تحفظها على كل الكاميرات الموجودة في قاعة المحكمة وقفص المتهمين فضلًا عن تكليفِ لجنة عليا من الطب الشرعي لإعداد تقريرٍ حولَ «أسباب الوفاة».

### تعليق محامي مرسي
وفقا لسي إن إن، قال عبد المنعم عبد المقصود محامي محمد مرسي أن مرسي «تحدث لمدة 7 دقائق قُبيل رفع الجلسة، وبعدها بدقيقة شاهدنا ضجة داخل القفص الزجاجي بالمحكمة، وكان بإمكاننا سماع المتهمين يصرخون: الدكتور مرسي سقط». وتابع بالقول: «فهمنا من وسط الضجة أنه توفي، المتهمين أخبرونا عبر الإشارة بأيديهم أنهم توفي. بعدها بساعة، رأيته محمولا على نقالة حوالي الساعة الرابعة والنصف». وأشار إلى أن القفص الزجاجي داخل قاعة المحكمة يعزل الصوت، وقال: «لكننا تمكنا من سماع الصوت لأن صرخات المتهمين كانت مرتفعة جدا».

## دفنه
دُفن محمد مرسي فجر الثلاثاء 18 يونيو 2019 [بالتوقيت المحلي] في مقبرة بمدينة نصر شرقي القاهرة بحضور أسرته ومُحاميه وسْط وجود أمني مشدد، وذلك وفقاً لما صرّح به عبد المنعم عبد المقصود محامي الرئيس الراحل محمد مرسي لوكالة الأناضول، وجاء في تصريحاته مايلي:
- تم دفن مرسي بمقبرة المرشدين السابقين لجماعة الإخوان بمدينة نصر شرقي القاهرة.
- حضرت أنا وأفراد الأسرة فقط، وهم زوجته وأولاده وشقيقين لمرسي، منهم كذلك نجله المحبوس حالياً أسامة مرسي حيث سمحت له السلطات بحضور مراسم الدفن، فيما لم يتمكن مناصرو مرسي من الحضور.
- الأسرة جلست قرابة الـ 3 ساعات في مستشفى سجن ليمان طره، حيث كان يرقد جثمان مرسي وحضرت مراسم الغُسل والجنازة، حيث صلينا فجر الثلاثاء ثم صلاة الجنازة على جثمان مرسي بمسجد سجن ليمان طره (جنوبي القاهرة)، قبل أن تنتقل سيارة تحمل الجثمان برفقة زوجته ونجله إلى المقابر شرقي العاصمة.
- شاركت أنا والأسرة فقط في حضور مراسم الدفن، وتم دفن مرسي بجوار المرشد السابق للإخوان محمد مهدي عاكف، الذي توفي في أيلول 2017 متأثرا بمرضه أيضا.

نقلت وكالة الأناضول -عن مصدر رفض ذكر اسمه- قوله: «إن مراسم الجنازة استغرقت قرابة الساعة، وشهِدت حضوراً أمنيا مشدداً، وسط غياب كامل لمناصري مرسي، وذلك نظرا للظروف الأمنية، حسب قوله.»
نشر كُلاً من نجلي مرسي «عبد الله وأحمد» منشوراتٍ على مواقع التواصل الاجتماعي ما مضمونها:

«قمنا بتغسيل جثمانه الشريف بمستشفى سجن ليمان طرة وقمنا بالصلاة عليه داخل مسجد السجن ولم يصلي عليه إلا أسرته.

وتم الدفن بمقابر مرشدي جماعة الإخوان المسلمين بمدينة نصر لرفض الجهات الأمنية دفنه بمقابر الأسرة بالشرقية وإنا لله وإنا إليه راجعون.»

## ردود الفعل

### محليًا
- نجله «أحمد»: نعى نجل محمد مرسي أباه في منشورٍ على فيس بوك قال فيه: «أبي عند الله نلتقي».[16]

وفقا لنيويورك تايمز، فالقنوات التلفزيونية المصرية، والتي وصفتها الصحيفة بأنها تخضع لسيطرة محكمة من قبل الأجهزة الأمنية، قدمت تغطية مبهمة لوفاة مرسي و«لم تقطع بعضها برامجها المعتادة للإبلاغ عن وفاة الرئيس السابق».
استغل البعض وفاة مرسي لشن هجوم على جماعة الإخوان، كالإعلامي أحمد موسى الذي وصف مرسي بالجاسوس. وأثارت تلك التصريحات غضب كثيرين على مواقع التواصل، ودفعهم لإطلاق هاشتاغ مسيء ضده، ووصفوا تغطية الإعلام المحلي لوفاة مرسي بـ «السقوط الأخلاقي»، وذلك وفقا لبي بي سي. وقد اختارت جريدة الأهرام نشر خبر وجيز عنه في صفحة الحوادث واكتفت بتعريفه بمحمد مرسي دون ذكر صفته، وتطابقت صيغة الخبر تلك في معظم النشرات الإخبارية والمقالات، بحسب صور وملفات فيديو نشرها مدونون مصريون.

### دوليًا
- تركيا: في أول ردودِ الفعل عقبَ إعلان وفاة مرسي؛ قالَ الرئيس التُركي رجب طيب أردوغان: «أدعو الله أن يرحم شهيدنا» ثمّ أضاف: «إن الظالم السيسي الذي وصل إلى السلطة في مصر عبر اغتصاب السلطة والانقلاب، من خلال تجاهل الديمقراطية، وتحييد المرحوم مرسي الذي كان رئيسا لمصر بطريقة ديمقراطية بعد حصوله على 52% من الأصوات، قام بإعدام قرابة 50 مصريًا ... الغرب بقي صامتا حيال تلك الإعدامات، وأن البلدان الأعضاء في الاتحاد الأوروبي شاركوا في الاجتماع الذي دعا إليه المجرم السيسي في مصر، في وقت يحظرون فيهِ عقوبة الإعدام.[18]»
- قطر: قالَ أمير دولة قطر تميم بن حمد آل ثاني: «تلقينا ببالغ الأسى نبأ الوفاة المفاجئة للرئيس السابق الدكتور محمد مرسي ... أتقدمُ إلى عائلة الدكتور وإلى الشعب المصري الشقيق بخالص العزاء.[19]»
- الولايات المتحدة: قالت المتحدثة باسم الخارجية الأمريكية: «لدينا علمٌ بوفاة الرئيس المصري السابق محمد مرسي وليس لدينا تعليق.[20]»
- ألمانيا: قدمت وزارة الخارجية الألمانية تعازيها في وفاة الرئيس الأسبق محمد مرسي، لأسرته وأقاربه، معربة عن حزنها بوفاته، وأضافت أنها تدعم إجراء تحقيقات سريعة وشاملة لأسباب الوفاة. وأعربت الوزارة عن قلقها بشأن حقوق الإنسان والمعايير الدولية المتعلقة بظروف السجون في مصر.[21]
- تونس: نعى الرئيس التونسي السابق المنصف المرزوقي محمد مرسي، وندد بمقتله، واصفا أن ما حدث قتل تحت التعذيب.[22]
  - حركة النهضة: نعت حركة النهضة التونسية المشاركة في الحكم، محمد مرسي الذي وصفته «بالشخصية المصرية البارزة»، ودعت لأن تكون وفاته سببا «لإنهاء معاناة آلاف المساجين السياسيين وإطلاق سراحهم»، مطالبة بفتح حوار بين جميع الفرقاء السياسيين.[23]
  - أصدرت عدة أحزاب أخرى بيانات نعي وتعزية وتنديد لوفاة محمد مرسي، وهي حراك تونس الإرادة وحزب التيار الديمقراطي وحركة وفاء وائتلاف الكرامة. كما أقيمت صلاة الغائب على مرسي في ساحة القصبة، ونظمت مسيرة ووقفة احتجاجية أمام السفارة المصرية في تونس العاصمة.
- فلسطين:  حماس: نعت حركة المقاومة الإسلامية (حماس) الرئيس المصري الأسبق محمد مرسي، وأصدرت الحركة بيانًا حول وفاته، كما تقدمت إلى جمهورية مصر العربية وشعبها وعائلة مرسي بالعزاء والمواساة بهذا المصاب الجلل، بحسب البيان.[24][25]
- ليبيا: قال رئيس المجلس الأعلى للدولة في ليبيا خالد المشري إن الرئيس مرسي تعرض «لعملية اغتيال بطيئة استمرت لسنوات»، مضيفا أن الاغتيال «بدأ بالانقلاب ثم السجن الانفرادي ومنع الدواء».[22]
- ماليزيا: عبر وزير الخارجية الماليزي سيف الدين بن عبد الله عن صدمته من وفاة مرسي، كما قالت نائبة رئيس الوزراء الماليزية وان عزيزة وان إسماعيل إن «وفاة الرئيس المصري الأسبق محمد مرسي تمثل خسارة كبيرة للديمقراطية»، معربة عن خالص تعازيها لأسرته ولشعب مصر.[22]
- الأردن: نعت ملكة الأردن السابقة نور الحسين الرئيس المصري، وقالت في تغريدة عبر تويتر «فليرقد بسلام، الرئيس الأول والوحيد لمصر المنتخب ديمقراطيا».[22]
- موريتانيا: ندد التجمع الوطني للإصلاح والتنمية - تواصل بوفاة محمد مرسي، داعيا لكشف الحقيقة، ومقدما تعازيه لعائلته.[22]
- لبنان: دعت هيئة علماء المسلمين في لبنان جماهير الأمة إلى التنديد أمام سفارات مصر في العالم، وطالبت بلجنة دولية محايدة للتحقيق في ظروف الوفاة «الغامضة والمشبوهة» لمحمد مرسي.[22]
- الكويت: نعت الحركة الدستورية الإسلامية محمد مرسي ووصفته بأنه كان «عنواناً للصمود والثبات».[26]
- الجزائر: أصدرت جمعية العلماء المسلمين الجزائريين بيان قالت فيه ان «محمد مرسي، مات في سجن الظلمة والظالمين مسلوب الإرادة مغتصب القيادة رافع الهامة والريادة» ودعت الجمعية في البيان إلى: «التمسك بالمعاني الإنسانية والقيم الإسلامية السامية التي ناضل من أجلها الرئيس الراحل محمد مرسي». وأضافت أن أمر وفاة «مرسي ليس مختزلا في رجل فقدته أسرته، وإنما فقدت الأمة بفقده رجل قيم ومبادئ وتضحيات لا يعرفها كثير من الناس». وتابع البيان: «الدكتور محمد مرسي هو أول رئيس مدني منتخب في تاريخ مصر كلها، وذلك يقتضي من المسلمين عامة، والمصريين خاصة، ذكر هذه القيمة السياسية الراقية التي حظي بها هذا الرجل وحرم فضائلَها الشعب المصري، بسبب هيمنة الخارج واستبداد الداخل».[27][28]

المنظمات
- هيومن رايتس ووتش: تعليقًا على وفاة محمد مرسي؛ قالت منظمة هيومن رايتس ووتش «إنّ وفاة الرئيس المصري الأسبق إثر نوبة قلبية خلال جلسة محاكمته في قضية تخابر أمر فظيع لكنها متوقعة» ونفس الأمر أكّدت عليهِ سارة ليا ويتسون رئيسة قسم الشرق الأوسط وشمال إفريقيا بالمنظمة والتي أعادت التأكيد على أن مرسي هوَ «الرئيس الوحيد المنتخب ديمقراطيًا في مصر» مُسترسلةً: «الوفاة أمر فظيع، لكنها متوقعة تماما نظرا لفشل الحكومة المصرية في توفير الرعاية الطبية الكافية له أو الزيارات العائلية اللازمة.[29]». على الجانب الآخر، وصفت الهيئة العامة للاستعلامات تغريدات سارة واتسون، حول وفاة محمد مرسي بـ«السقطة الجديدة» للمنظمة.[17]
- الأمم المتحدة: بعدَ إعلان وفاته بدقائق؛ عقدَت الأمم المتحدة مؤتمرًا صحفيًا بالمقر الدائم للمنظمة الدولية بنيويورك وأعربت فيهِ عن خالص تعازيها لعائلة ومحبي الرئيس المصري الأسبق محمد مرسي.[30]
- منظمة العفو الدولية: ذكرت منظمة العفو الدوليّة في سلسلة تغريدات لها على حِسابها الرسمي في تويتر أنّ «نبأ وفاة الرئيس المصري السابق محمد مرسي في المحكمة اليوم هو صادمٌ للغاية.» ثمّ دعت السلطات المصرية إلى إجراء تحقيقٍ نزيهٍ وشاملٍ وشفاف في ظروف وفاته وحيثيات احتجازه وفي الرعاية الطبية التي كان يتلقاها وكذَ محاسبة المسئولين عن سوء معاملته.[31] كمَا ذكرت في تغريدة ثانيّة: «لدى السلطات المصرية سجلٌ حافلٌ في احتجاز السجناء في الحبس الانفرادي لفترت طويلة وفي ظروف قاسية وأيضاً تعريض السجناء للتعذيب وغيره من ضروب سوء المعاملة ما يجعل إجراء تحقيق في وفاة مرسي وظروف احتجازهِ مطلبًا ملحًا.[32]».

مواقع التواصل الاجتماعي
بعد إعلان وفاته، تصدر هاشتاغ #محمد_مرسي قائمة الهاشتاغات الأكثر تداولًا على تويتر عالميًا، وسجل الهاشتاغ #MuhammedMursi أكثر من 29 ألف تغريدة في أقل من ثلاث ساعات، كما احتل هاشتاغ #محمد_مرسي المرتبة الأولى في لائحة الهاشتاغات الأكثر تداولًا في عدد من الدول العربية، يليه هاشتاغ #مرسي_مات.
قال بيتر ماندافيل، الأستاذ بجامعة جورج ماسون والمستشار السابق لوزارة الخارجية الأمريكية حول الإسلام السياسي، إن وفاة مرسي تجاوز صداها جماعة الإخوان المسلمين إلى المصريين الآخرين الذين صوتوا لصالحه أو «لديهم مخاوف بشأن سجل الحكومة الحالي في ملف حقوق الإنسان». قال ماندافيل: «لقد رأيت ذلك بالفعل على وسائل التواصل الاجتماعي المصرية». «الكل يصف الوضع بـ» هذا الرجل كان سياسيًا ورئيسًا معيبًا ولكن ما حدث هنا اليوم يخبرنا شيئًا عن الحالة الراهنة لسيادة القانون والحقوق في مصر"".